# بات جيبسون
بات جيبسون (بالإنجليزية: Pat Gibson)‏ هو لاعب دوري الرغبي أسترالي، ولد في 19 يونيو 1981 في سيدني في أستراليا.